# Lupo Italiano
Der Lupo Italiano ist eine nicht FCI-anerkannte Hunderasse.

## Geschichte
Die Zuchtversuche des Lupo Italiano begannen etwa in den 60er Jahren durch den Italiener Mario Messi. Ziel war es, einen Hund zu züchten, der die Streitkräfte bei der Rettung von Menschenleben zuverlässig unterstützt. Er verpaarte 1966 eine italienische Wölfin mit einem Deutschen Schäferhund. Ziel war es, die positiven Eigenschaften von Wolf und Schäferhund zu vereinen. Die Zucht wurde durch Einkreuzung weiterer Deutscher Schäferhunde fortgesetzt, um ein einigermaßen stabiles Wesen zu erhalten. Zusammenfassend lässt sich sagen, dass ein Teil der Hunde sich ähnlich wie Wölfe verhielt: scheu und ängstlich und damit aus Sicht der Züchter unbrauchbar. Ein anderer Teil verhielt sich hundeähnlich und konnte zu Rettungshunden und Lawinensuchhunden ausgebildet werden. Dieser Erfolg sprach sich herum, sodass der Lupo Italiano bis heute gezüchtet wird. 1988 wurde der Hund vom italienischen Ministerium für Land- und Forstwirtschaft als eigenständige Rasse anerkannt, sodass es heute etwa 500 Lupos gibt. Immerhin konnte erreicht werden, dass er in bestimmten Bereichen, wie der Suche nach Lawinen- und Erdbebenopfern, gut eingesetzt werden kann.
Durch diese besondere Vergabepraxis bleibt der Lupo Italiano einer kleinen, sorgfältig ausgewählten Gruppe von Menschen vorbehalten, ein verantwortungsvoller Ansatz angesichts seiner wölfischen DNA. So wollen die Züchter verhindern, dass der Hund an Privatpersonen abgegeben wird, die mit seiner Arbeitsfreude und seinem Temperament überfordert sind. Seit 2012 liegt die Zucht des Wolfshundes in den Händen der „Associazione degli Affidatari del Lupo Italiano“ (AAALI) die die Kommerzialisierung und mögliche Zucht außerhalb dieser Institution verbietet. Die italienische Regierung investiert in die Auswahl dieser Rasse und macht sie zu einem Gebrauchshund für das staatliche Forstkorps.

## Aussehen
Dem Lupo Italiano wird ein anmutiges Erscheinungsbild zugeschrieben. Sein auffälliges Gangwerk erinnert stark an das eines Wolfes und zeigt eine leichte Eleganz. Im Gegensatz zum Deutschen Schäferhund ist die Kruppe nicht tief angesetzt, was ihm einen geraden Rücken und ein harmonisches Erscheinungsbild verleiht. Die Läufe sind kräftig und lang. Eine Besonderheit ist sein Gang, der stark an den eines Wolfes erinnert und dadurch eine leichte Eleganz aufweist. Die Widerristhöhe beträgt 60 bis 75 Zentimeter. Sein Gewicht schwankt zwischen 25 und 35 Kilogramm. Das Fell ist dicht, mittellang, mit Unterwolle, glatt oder leicht gewellt. Die Farbpalette umfasst verschiedene Braun-, Grau- und Schwarztöne. Viele Lupo Italiano haben einen dunklen Sattel, einen hellen Bauch und ebenso helle Gliedmaßen.